# 세르게이 미할코프

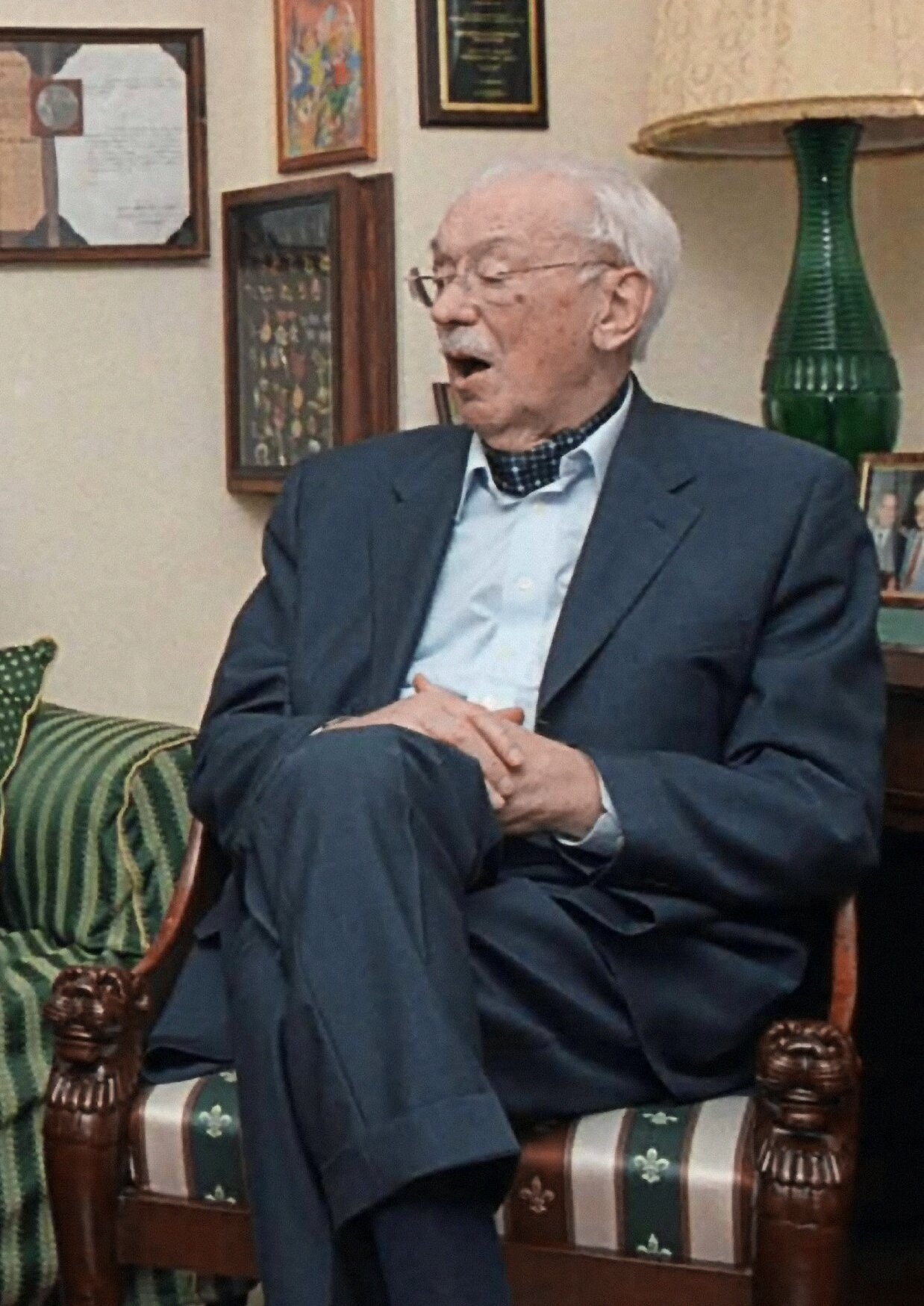
2003

세르게이 블라디미로비치 미할코프(Sergey Vladimirovich Mikhalkov, 러시아어: Серге́й Влади́мирович Михалко́в, 1913년 3월 13일 ~ 2009년 8월 27일)은 소비에트 연방 및 러시아의 극작가다.
그의 문학활동은 시, 우화, 희곡 등 여러 장르에 미치며, 희곡만 해도 <톰 켄치>(1938)에서 <솜브레로>(1957)에 이르기까지 10여 편이 된다. 이들 중에는 어린이에게 올바르게 사는 방법을 가르치고 아름다운 정서를 키우는 <트럼프놀이의 나라에서> <허영많은 토끼> <솜브레로> 등 일련의 아동극이 있다. 급행열차 속에서 교환되는 여객들의 세상 이야기 중에서 현대 러시아의 여러 부정적인 타입에 신랄한 풍자를 퍼부은 <어느 차(車) 안에서>가 있다. 5개의 단막으로 구성된 <어느 차 안에서> 등은 그의 재능을 나타내는 대표적인 작품이다.
특히 그는 소련의 국가(國歌) 및 러시아의 국가의 작사가로 유명하다. 1944년, 가브리엘 엘레기스탄과 함께 가사를 붙인 곡이 국가로 지정되었고, 스탈린 격하에 따라 1977년 들어 다시 소련 국가의 가사를 썼다. 2000년에 소련 국가의 멜로디를 재도입했을 때, 미할코프는 다시 러시아의 국가의 가사를 썼다.